# Gmina Tryńcza
Die Gmina Tryńcza ist eine Landgemeinde im Powiat Przeworski der Woiwodschaft Karpatenvorland in Polen. Ihr Sitz ist das gleichnamige Dorf mit etwa 1300 Einwohnern. Die Gemeinde grenzt an Sieniawa und liegt nördlich der Kreisstadt Przeworsk im Talkessel von Sandomierz.

## Geschichte
Von 1975 bis 1998 gehörte die Gemeinde zu der Woiwodschaft Przemyśl.

## Sehenswürdigkeiten
- Neugotische Pfarrkirche von 1909 in Gniewczyna, im Ersten Weltkrieg zerstört und 1931 wieder aufgebaut
- Pfarrkirche in Tryńcza, erbaut 1930
- Wachhaus von 1907 an der Bahnlinie durch Wólka Małkowa

## Gliederung
Die Landgemeinde Tryńcza gliedert sich in folgende Dörfer mit Schulzenamt:

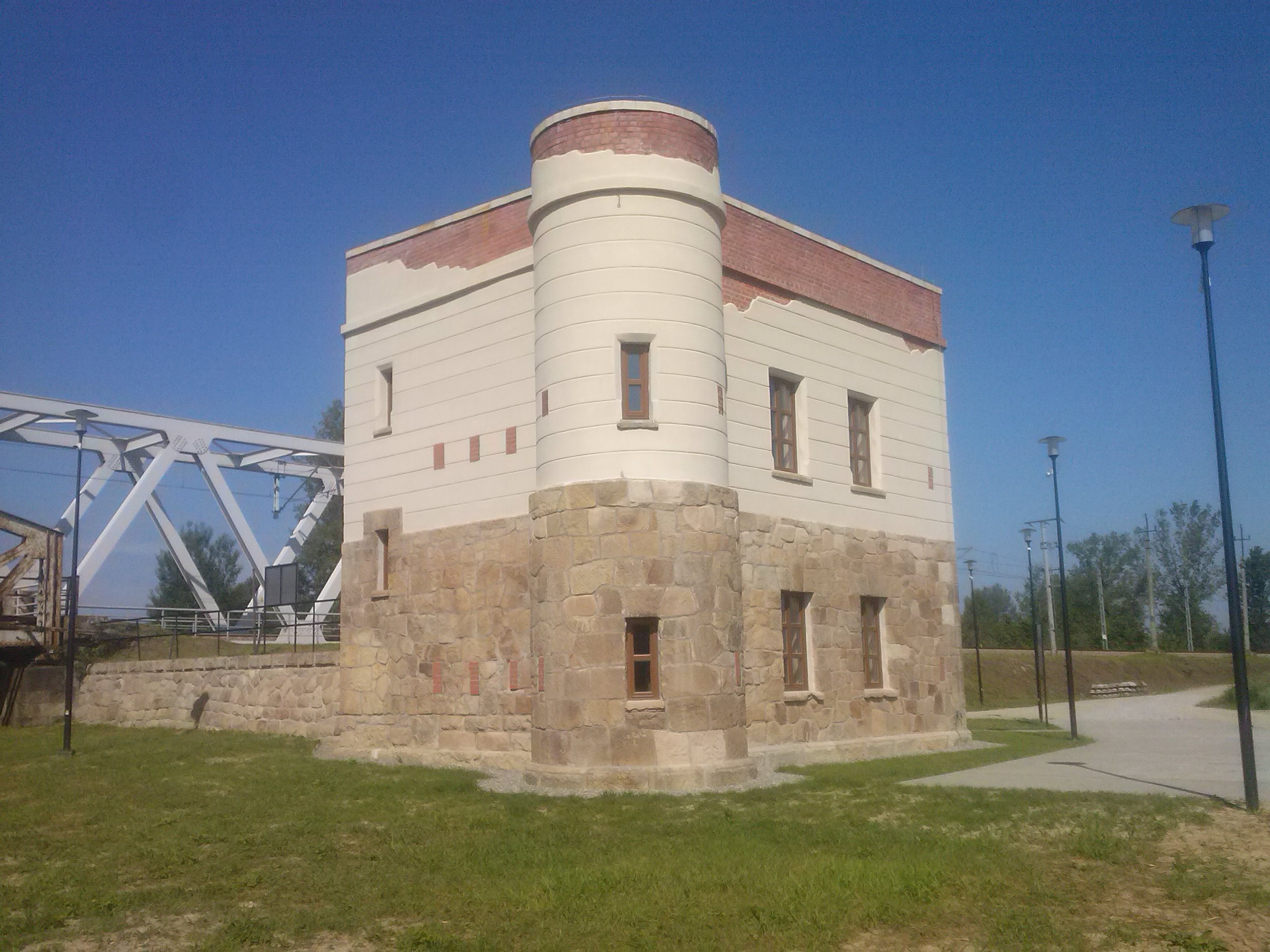
Bunker Wachhaus von 1907, nach der Renovierung

- Gniewczyna Łańcucka
- Gniewczyna Tryniecka
- Głogowiec
- Gorzyce
- Jagiełła
- Tryńcza
- Ubieszyn
- Wólka Małkowa
- Wólka Ogryzkowa